# Hamel Military Cemetery
Le Hamel Military Cemetery  (Cimetière militaire de Hamel) est un cimetière militaire de la Première Guerre mondiale situé  sur le territoire de la commune de Beaumont-Hamel, dans le département de la Somme, au nord-est d'Amiens.

Il est situé à une centaine de mètres du monument au 8e Argyll and Sutherland Highlanders.

## Localisation
Ce cimetière est situé à 500 m à l'ouest du village, en suivant la D163 puis un chemin vicinal sur 200 m au milieu des cultures.

## Histoire

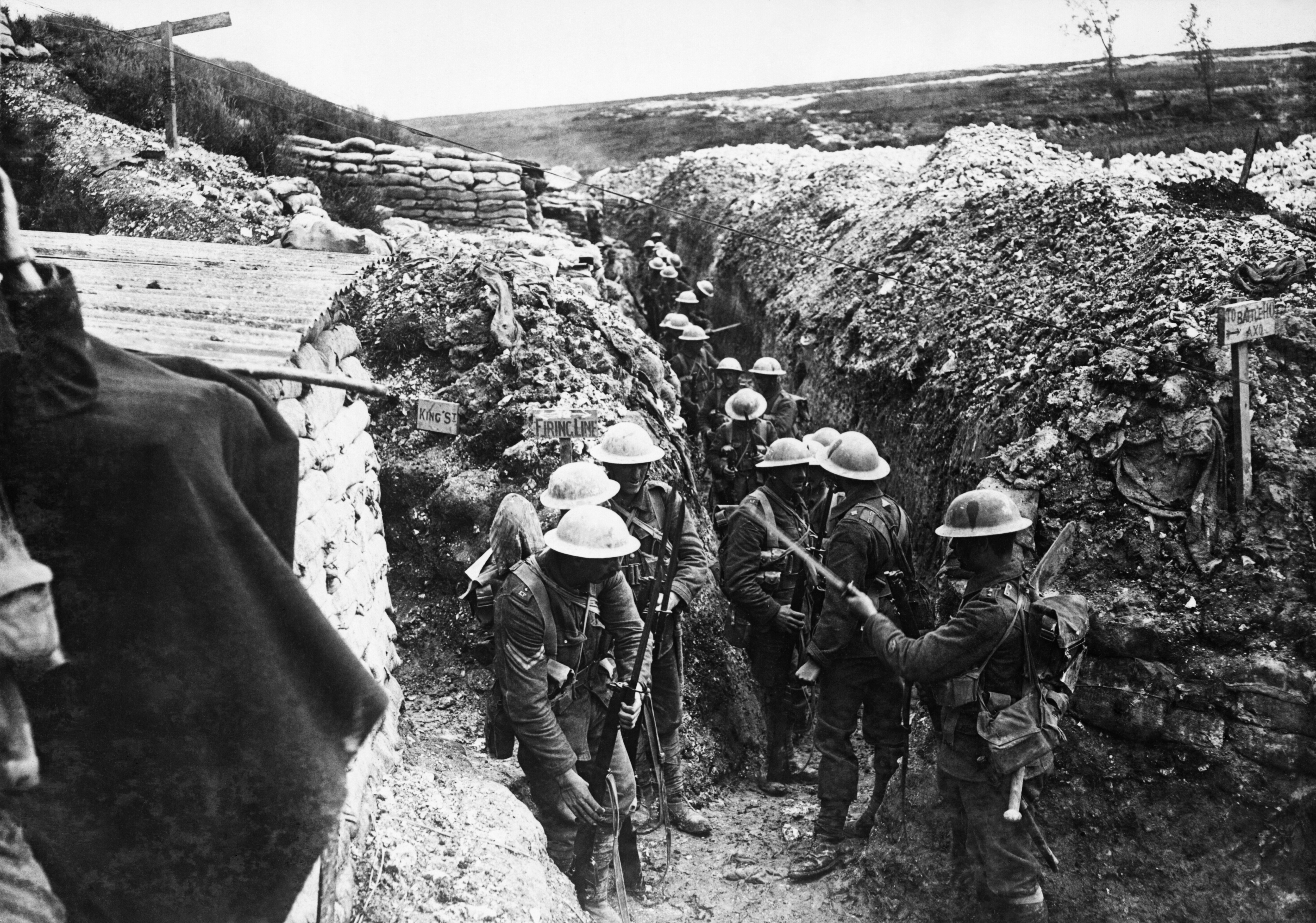
Soldats du Lancashire Fusiliers dans une tranchée à Beaumont Hamel en 1916.

La 2e Armée française qui  contrôlait le secteur fut relevée en juillet 1915 par la  3e Armée britannique.

Hamel fut donc  sous occupation britannique à partir  de l'été 1915 tandis que Beaumont ne fut capturé par les Britanniques qu'en novembre 1916.

Situé sur la ligne de front, le secteur fut le théâtre de nombreux combats.

Le cimetière militaire de Hamel a été commencé par des unités combattantes en août 1915, et s'est poursuivi jusqu'en juin 1917. Quelques autres inhumations ont eu lieu après la prise définitive du village en août 1918. Elle fut agrandie après l'Armistice par le regroupement  de 48 tombes de cimetières provisoire du voisinage immédiat.

Il y a 493 victimes britanniques de la guerre 1914-18 commémorées sur ce site dont 79 sont non identifiés. Il y a également une tombe d'un soldat allemand
.

## Caractéristique
Ce vaste cimetière a un plan rectangulaire très allongé de 70 m sur 10.

Il est entouré d'un muret de moellons et d'une haie d'arbustes.

Le cimetière a été conçu par Sir Edwin Lutyens et Arthur James Scott Hutton.

## Galerie

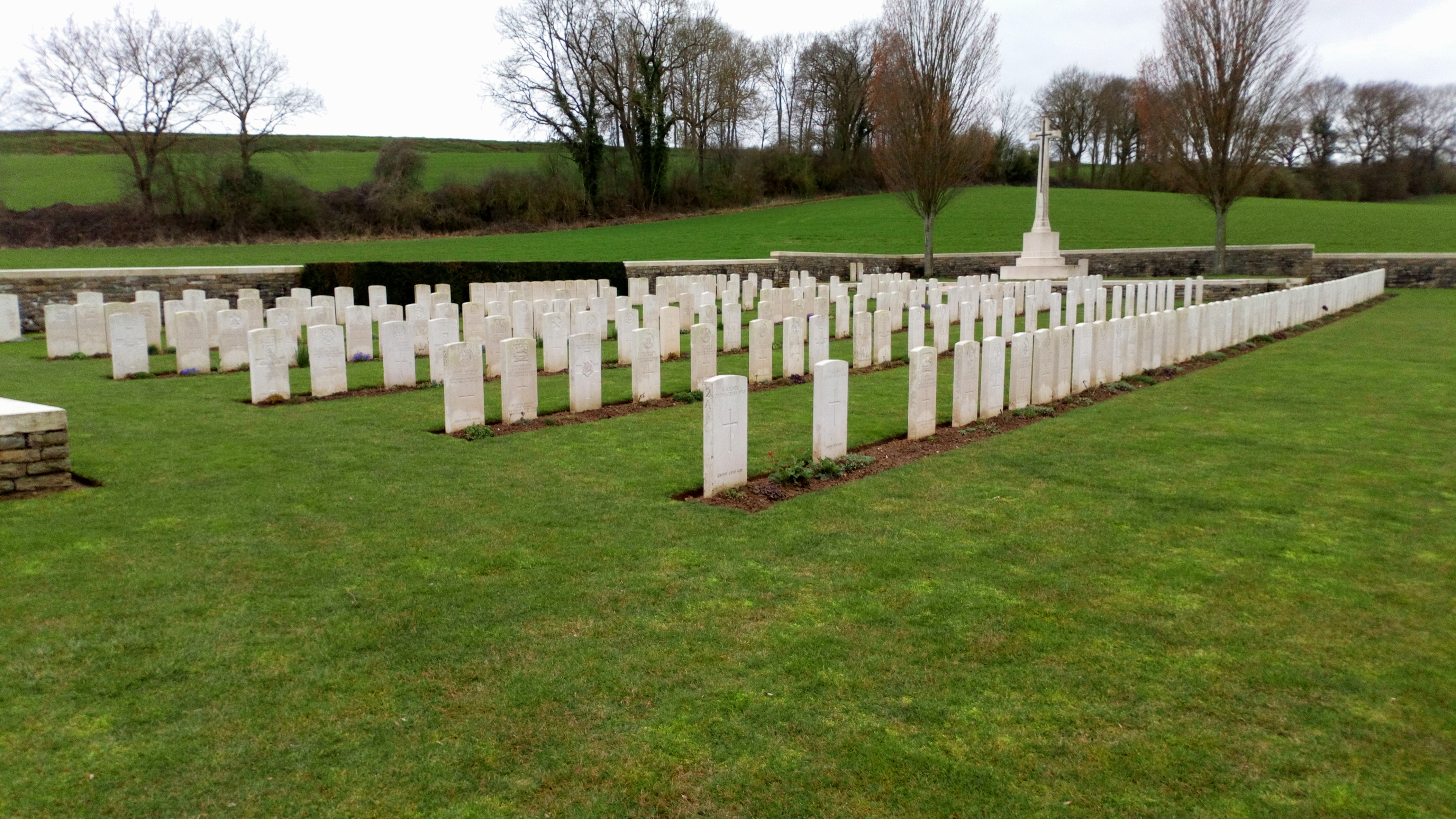
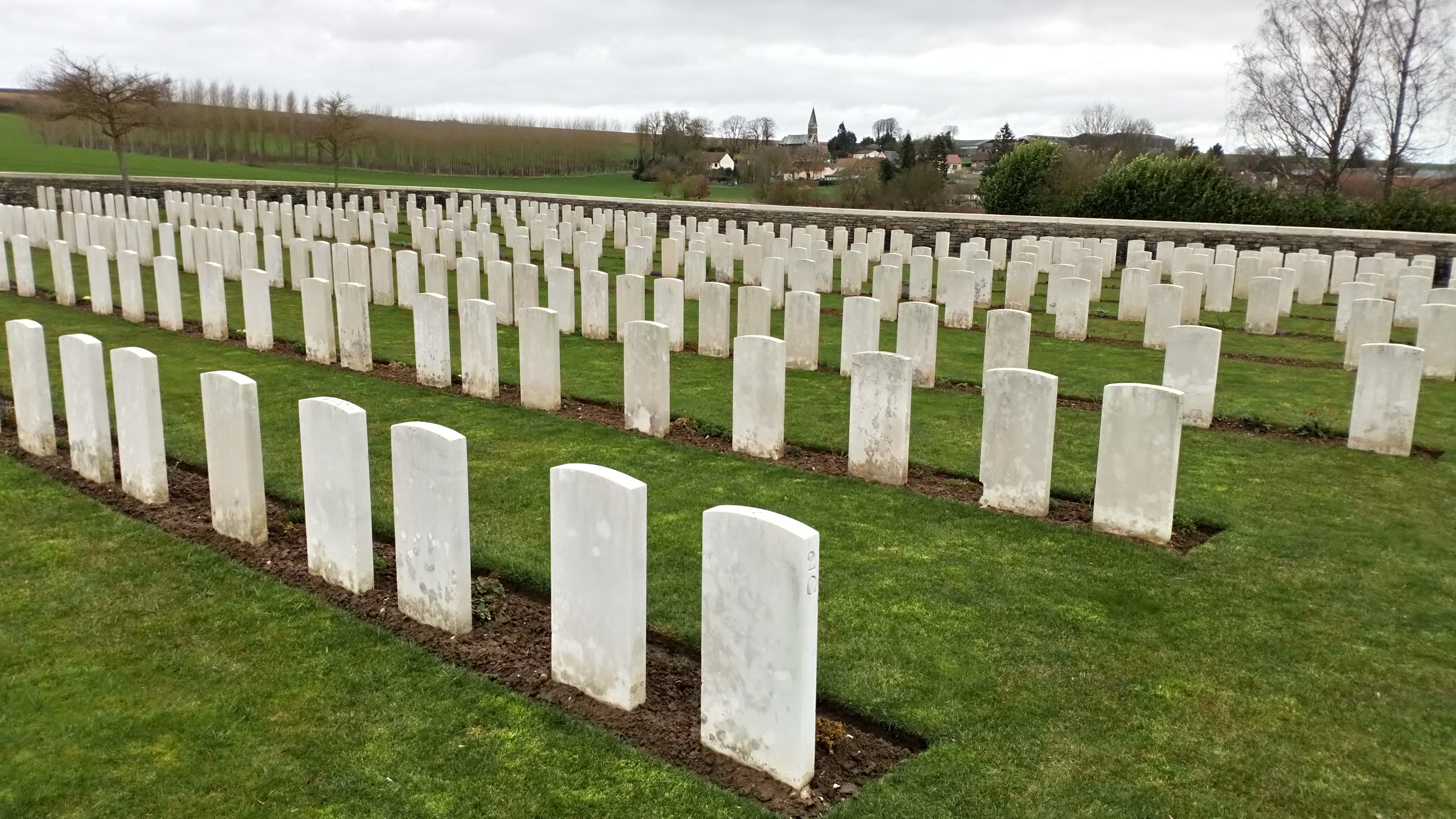
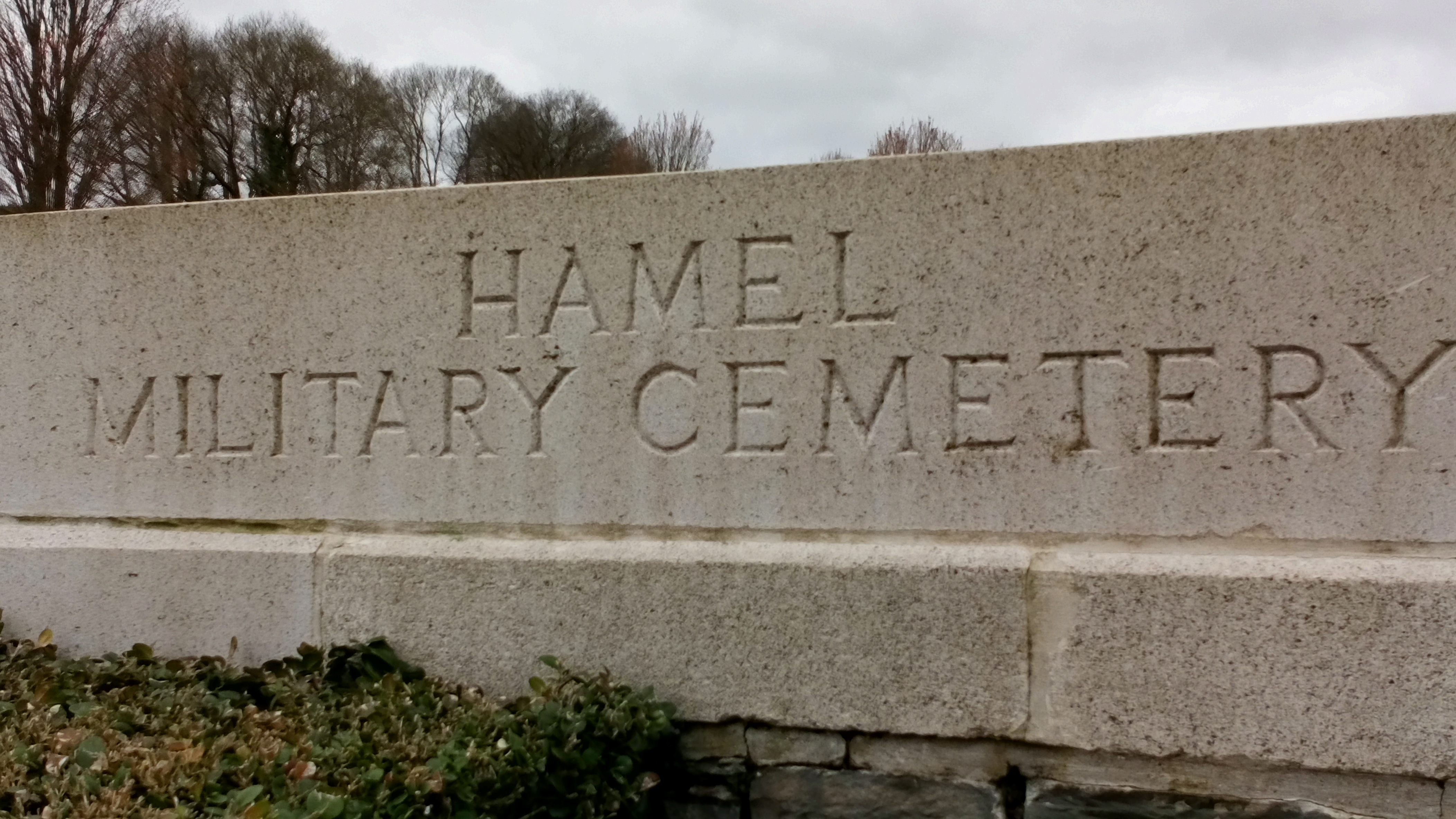
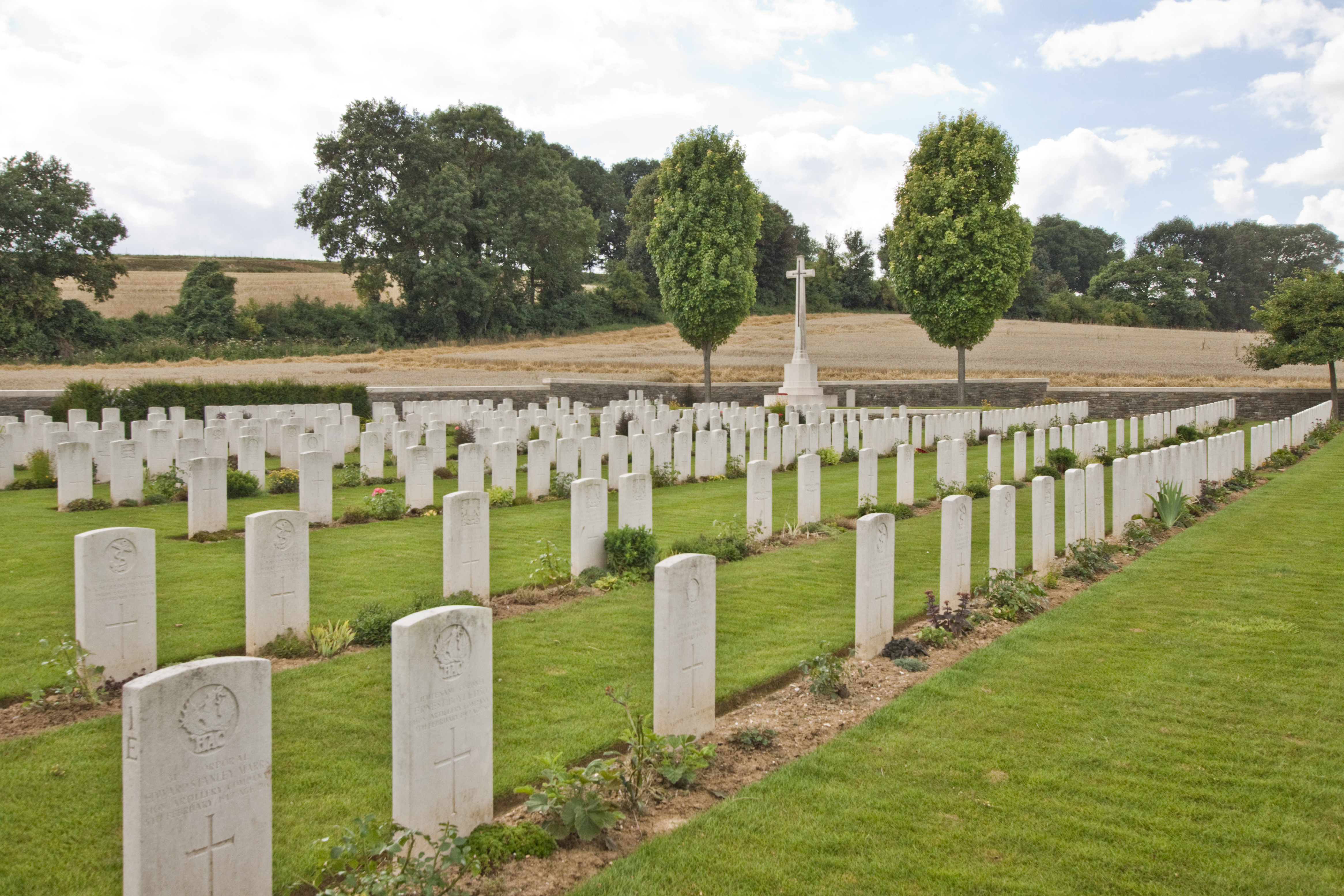
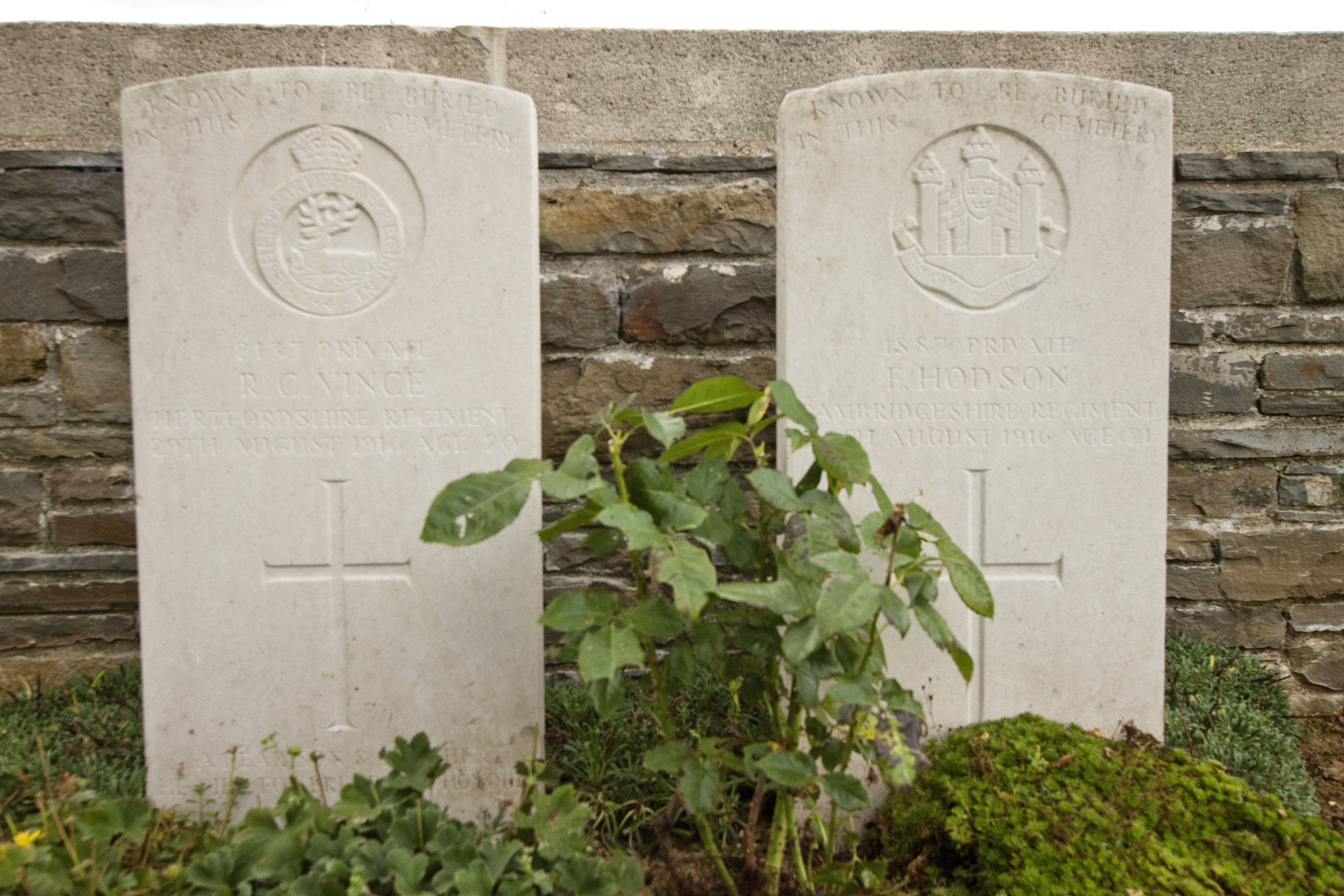
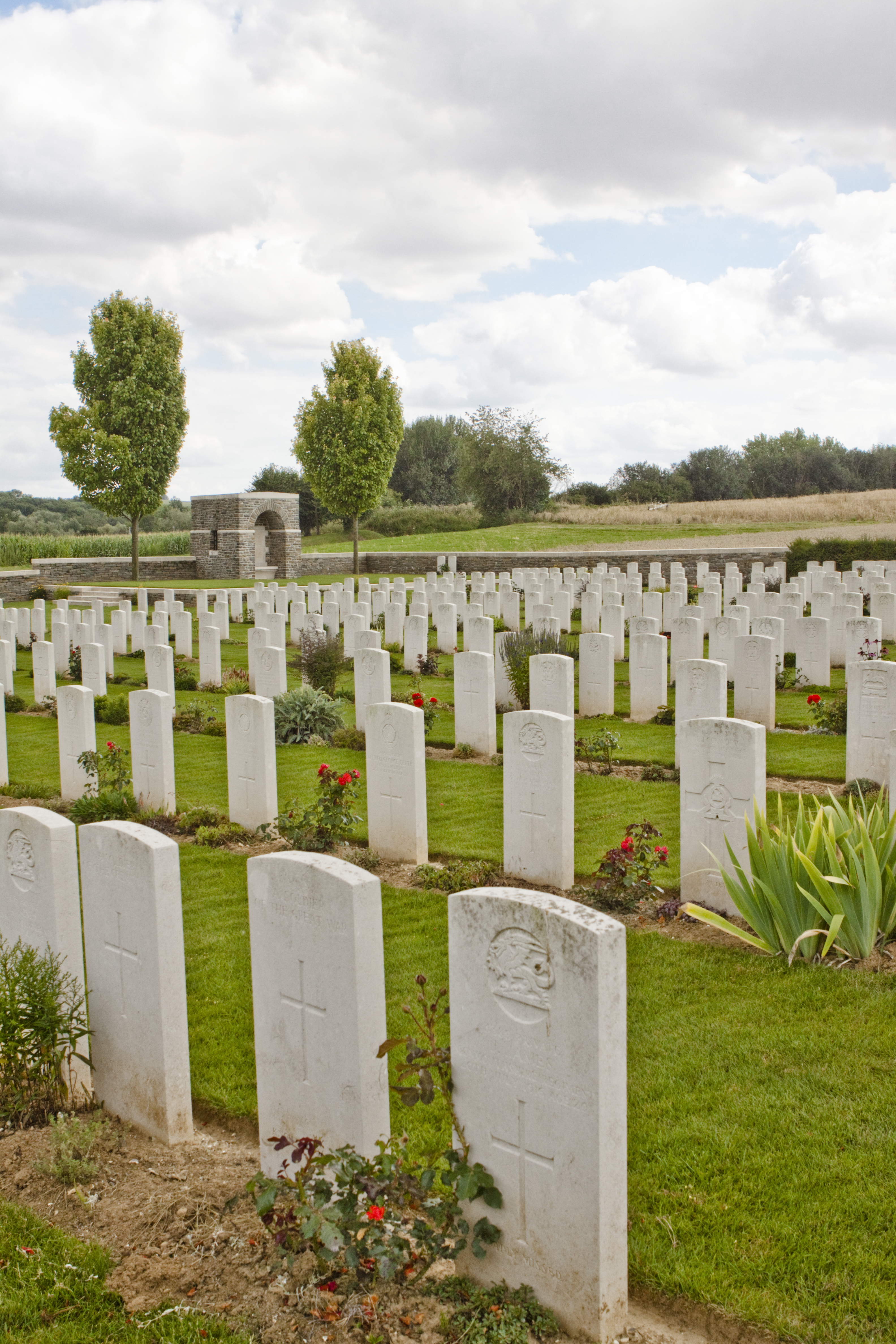

## Sépultures
| Pays        | Sépultures |
| ----------- | ---------- |
| Royaume-Uni | 493        |
| Allemagne   | 1          |
| Total       | 494        |